# Demonul sufletului (film)
Wishmaster este un film de groază din 1997 regizat de Robert Kurtzman.

## Distribuție
- Tammy Lauren ca Alexandra Amberson
- Andrew Divoff ca The Djinn / Nathaniel Demerest
- Robert Englund ca Raymond Beaumont
- Chris Lemmon ca Nick Merritt
- Wendy Benson ca Shannon Amberson
- Tony Crane ca Josh Aickman
- Jenny O'Hara ca Wendy Derleth
- Ricco Ross ca Lieutenant Nathanson
- Gretchen Palmer ca Ariella